# Vattenbläddra
Vattenbläddra eller blåsört (Utricularia vulgaris L.) är en vattenväxt, som lever i stillastående vatten i kärr, diken, grunda gölar med mera. Den är anträffad i många trakter av södra och mellersta Skandinavien och Finland, men spridd eller sällsynt och felande i fjälltrakterna. Hos vattenbläddran är läppen mera uppblåst eller kullrig och sporren nedåtriktad. Blomningen infaller under hög- och eftersommaren (juli, augusti).
Vattenbläddran, som alla arter av släktet bläddror livnär sig genom att fånga små insekter i med hjälp av speciella blåsor som finns på bladen.